# Průsvitka

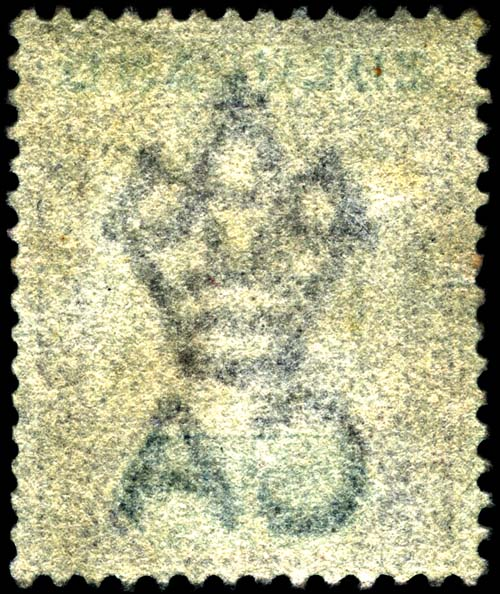
Tento vodoznak „Koruna & CA“ („Crown Agent“) býval na poštovních známkách britských kolonií v letech 1880–1920.

Průsvitka (též filigrán, vodotisk nebo vodoznak) je ochranný prvek listin, bankovek, kolkových známek, poštovních známek i jiných (nejen papírových) dokumentů.

## Princip
Opticky polopropustný materiál (především papír) se při výrobě v určitých místech ztenčí anebo ztluští a vytvoří tak světlejší nebo tmavší vzor znatelný při průhledu výrobkem na světelný zdroj. Rozeznáváme pozitivní, negativní a stínovaný vodotisk. Negativní vodotisk je při průhledu tmavší než okolí a je způsoben ztluštěním polopropustné vrstvy. Pozitivní vodotisk je naopak způsoben ztenčením polopropustné vrstvy. Stínovaný vodotisk je kombinací pozitivního a negativního vodotisku.

## Využití
Vodotisk se využívá jako ochrana cenných papírů proti jejich padělání. Zcela obvyklé je užití při ochraně bankovek.

## Historie
V historii byly filigrány běžným označením jednotlivých papírových listů. Každá papírna užívala svůj vlastní filigrán a jejich výzkumem lze zjistit provenienci každého papírového listu. Studiem filigránů se zabývá specializovaný paleografický podobor, filigranologie.
Vytvoření značky na sítu se někdy svěřovalo zlatníkům (například v Chebu roku 1540), kteří byli obratnější v kresbě i ve formování drátků než formař. Ale znamení na sítu nebyla vytvářena jen z drátků. Zvláštnost, která se však ujala jen okrajově, jsou průsvitky stínované, jež se počaly vyrábět na konci 18. a na začátku 19. století. Místo slabého mosazného drátku se k síti přiletoval tence roztepaný měděný drát, který vytvořil na listu papíru rovnou plošku. 
Průsvitky mají v historii papíru velký význam. Mluví buď o původu, výrobci a místě vzniku papíru nebo o jeho druhu, a někdy i svým datem jsou mu pravým rodným listem. Průsvitky nebyly jen výrazem rozmaru nebo ješitnosti výrobce, mistra papírníka, aby se chlubil nebo ručil značkou za kvalitu výrobku. Každý filigrán má kulturní význam a cenu právě tak jako značky hrnčířské, kamenické, zlatnické atd., protože mluví nejen o původu papíru a původci, ale také o době svého vzniku a o životě v ní. Zvláště středověké průsvitky, jež často zobrazují různá nářadí a nástroje, jak z dílny v níž papír vznikl, tak i z okolí, dále nejrůznější předměty promlouvající k nám o kultuře doby a člověka v ní, jež věřil ve fantastická zvířata – draky, gryfy, jednorožce, mořské panny – jež nám průsvitky zobrazují. Nejstarší průsvitku známe z roku 1282, z papíru vyrobeném v italském Fabrianu. Že se s dobou měnil nejen námět, ale i ráz průsvitek, je jistě jasné. Vždy v nich však najdeme reflexi doby, v níž vznikly, a zvláště slohu, který právě vládl – od gotiky přes klasicismus až po bezslohovost 19. století.
Nejstarším motivem značení byla asi ochrana výrobce, jako u značek jiných oborů, později jistě i ochrana spotřebitele. O prvním čteme již v díle právníka Bartola de Sassoferrata De insigniis et armis z období mezi lety 1340 až 1350, kde se mluví již o tom, že papírníku může být zakázáno použít značku jiného výrobce, a také o padělání značek v době, kdy nabývá průsvitka význam pro ochranu spotřebitele, nařizují vláda nebo vrchnost značení papíru. Např. pařížský parlament vydal roku 1538 řád pro papírníky v Troyes a ustanovil v něm též značení formátu a kvality. Velký význam filigránů je v datování stáří papíru, tím určují i stáří papírny, takže bylo možno často jen na základě průsvitky určit počátky papíren tam, kde nebyly archivní prameny o vzniku papírny. To platí např. o papírně mimoňské (1570), druhé staroměstské v Praze (1596), chomutovské (1596) ad. Když můžeme určit průsvitkou stáří papíru, můžeme také určit stáří listiny na něm psané, rytiny a mapy na něm tištěné, nebo plánů na něm kreslených. Tak se například podařilo určit pro Zeměpisný ústav stáří mapy tištěné na papíru z Dušníků, stáří nedatovaných plánů z archivu řádu křižovníků atd. Můžeme však taktéž – a to má velký význam – podle stáří papíru určit pravost dokumentu nebo rytiny atd. Listina napsaná na papíru dle filigránu mladším než je její datum, je zřejmé falzum. Také rytina, např. Dürerova, na papíru z mladší doby (tisky z let 1496–1578) je falzum, nebo kniha na papíru neodpovídajícím svým filigránem vzniku knihy je zřejmě přetiskem z mladší doby. Jeden příklad za všechny – v roce 1887 bylo v soudním sporu pomocí průsvitky určeno, že dva důležité politické dopisy předložené Wilsonem, švagrem francouzského ministerského předsedy J. Grévyho, které byly datovány rokem 1884, byly napsány – jak prokázal výrobce papíru Blanchet – na dopisním papíru z roku 1885. Byly tedy antedatovány. Skandál, který toto zfalšování vyvolalo, přinutil Grévyho k demisi.